# 二郎庙镇 (江油市)
二郎庙镇，是中华人民共和国四川省绵阳市江油市下辖的一个乡镇级行政单位。2019年12月，撤销云集乡，将原云集乡和原华坪街道双马社区所属行政区域划归二郎庙镇管辖。

## 行政区划
二郎庙镇下辖以下地区：
南山社区、二青社区、八角村、东华村、渭河村、龙潭村、金石村、高坝村、青林村、桥上河村、芭蕉湾村、明镜塔村、新安村、雷江村和保林村。

## 中国传统村落
2013年8月，青林口村被评为第二批中国传统村落。